# Piero della Francesca
Piero della Francesca   (Sansepolcro, 1415 - Sansepolcro, 12 d'octubre de 1492), de naixement Piero De Benedetto Dei Franceschi va ser un pintor del Quattrocento italià. També fou geòmetra i matemàtic. És un dels principals i fonamentals personatges del Renaixement, tot i que mai va treballar pels Mèdici i, a més, només passà un any a Florència.

## Biografia
Piero della Francesca és un personatge itinerant: és una figura que trobarem a Ferrara entre el 1447 i el 1448 treballant amb Lionello d'Este, a Rímini treballant per a Sigismundo Malatesta a l'entorn del 1450, a Roma per ordre del papa Pius II entre 1458 i 1459 i a Urbino treballant per a Frederic III de Montefeltro en diverses ocasions. La seva actitud itinerant se sol comparar amb la de Leon Battista Alberti.
L'autor neix a Borgo del Santo Sepolcro (nord de Florència, a la zona de la Umbria) l'any 1416. Aquest és un territori que en la 1a meitat del segle xv va canviar en diverses ocasions de sobirania: en un principi estava en mans de Rímini, després va ser de la república florentina i després passà a la possessió del papat. Això és degut al fet que era un territori fronterer.
L'autor prové d'una família de mercaders, i degut a això sabia aritmètica, càlcul, àlgebra, geometria i comptar amb l'àbac. Després de la formació que tingué per portar el negoci familiar, es formà amb un mestre local que s'anomenava Antonio di Anghiari, per ser pintor. En un inici, del 1432 al 1436, va treballar com a col·laborador amb el seu mestre.
L'any 1438-39 treballa a Florència, quan tot just Masaccio havia mort. En aquells moments, hi havia molts estils: encara era vigent el linealisme i el lirisme de Fra Angelico, Panozzo Gonzolo o Filippo Lippi, i per altra banda hi havia el realisme geomètric de Paolo Uccello. En la vida de Piero, és difícil lligar la seva vida com a pintor amb la seva vida com a teòric. Segons Vasari, Piero, en els seus últims 30 anys, es va quedar cec, i per això va abandonar la pintura en aquell període, per dedicar-se exclusivament a l'escriptura de tractats, mitjançant la tècnica del dictat.
Piero va escriure tres textos molt importants (dels més científics del s. xv i que seran la font bàsica per a Da Vinci): l'un sobre el càlcul amb l'àbac, un altre sobre perspectiva pictòrica, titulat De perspectiva pingendi, i encara un altre sobre geometria.

## Estil
La seva obra es caracteritza per una dignitat clàssica, similar a la de Masaccio. El tractament de les figures és molt volumètric i es percep un estudi anatòmic, i una certa monumentalitat. Destaca la inexpressivitat i fredor dels personatges, amb figures que semblen estar molt estàtiques, com congelades i suspeses en els seus propis moviments. Es percep també la voluntat de construcció d'un espai racional i coherent. Piero es va interessar molt pels problemes del clarobscur i la perspectiva, com el seu contemporani Melozzo da Forli.
La llum en els seus quadres és molt diàfana, amb un tractament uniforme, sense intensitats ni gradació lluminosa (lleugerament arcaica, similar a la de Fra Angelico). Els seus assajos en aquest sentit arriben a donar la sensació que les figures estan modelades en material dotat de llum pròpia, íntima, radiant. Els frescos com la Llegenda de la Vera Creu, a l'absis de l'església de San Francesc, Arezzo, són una obra d'art en lluminositat.
La perspectiva lineal era la seva característica principal a l'hora de pintar, cosa que es pot apreciar en tots els seus quadres, que es distingeixen bàsicament pels seus colorits lluminosos i un suau però ferm traç en les figures.
Té un estil pictòric molt particular i, per tant, és fàcil d'identificar. Fa servir una llum molt diürna i uns colors molt brillants, que li provenen del seu contacte amb Domenico de Venezziano. En la seva obra, sempre està present el pes de la geometria, que implica, per una banda utilitzar la perspectiva lineal i reduir les figures a l'essència.
Les figures de Piero della Francesca són molt estàtiques, poc nervioses, cosa que va al revés que en la resta de pintures renaixentistes de Florència, que a mesura que avancem en el temps cada cop són més dinàmiques. També veiem que les seves figures són poc expressives i monolítiques.
Longhi, quan parla de Piero, diu que les seves figures són columnes. Piero conviu amb la renovació del Renaixement i amb l'evolució de la pintura flamenca (realisme fragmentari). Piero della Francesca no viatja a Flandes, però el viu i el té proper, i per tant, l'influencia: fa una espècie de simbiosi entre el Renaixement italià i la pintura flamenca.

## Obra

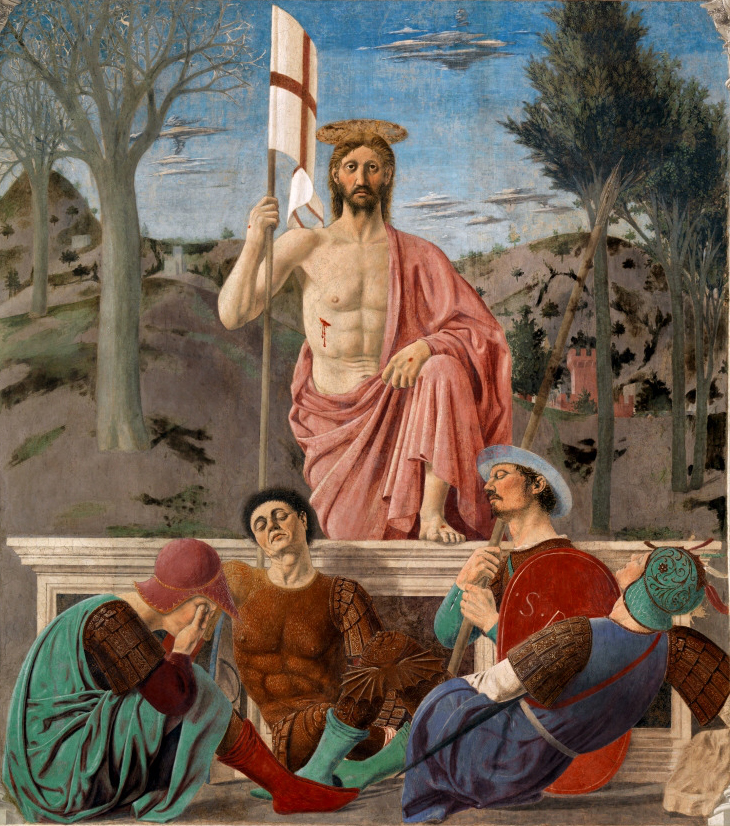
La Resurrecció de Crist

Les primeres obres conservades són El Baptisme de Crist (~1440-45, National Gallery, Londres) i el Políptic de la Misericòdia (1445-62, Pinacoteca Communale, Sansepolcro), on és palès el protagonisme de la figura humana en paritat amb la natura, segons la línia marcada per Masaccio. Vers el 1450 hom situa un primer viatge a Urbino (La Flagel·lació de Crist —Galleria Nazionale delle Marche, Urbino—, Sant Jeroni i un donant —Galleria dell’Accademia, Venècia—); una estada a Ferrara, on entrà en contacte amb R.van der Weyden i influí en l'escola local, i un altre viatge, a Rímini, el 1451, on pintà el fresc de Sigimondo Malatesta i san Sigimondo al Temple Malatestià. Entre el 1452 i el 1459 treballà amb intermitències al cor de l'església de San Francesco a Arezzo, en els frescs de la Llegenda de la Veracreu, obra cabdal del Quattrocento; l'escena del Somni de Constantí, en particular, constitueix un dels primers nocturns de la història de la pintura. Hom situa la seva activitat a Roma entre el 1459 i el 1460; desconeguda en gran part, és incontestable, però, que la humanitas del seu art monumental influí artistes com Melozzo da Forlì. Després del 1460 estigué a Sansepolcro (La Resurrecció de Crist —1465, Pinacoteca Communale—) i a la cort d'Urbino, on féu els retrats dels ducs Frederico i Battista Sforza (~1465-66, Galleria degli Uffizi, Florència), la Nativitat (1474-78, National Gallery, Londres), la Mare de Déu de Sinigallia (~1474, Galleria Nazionale delle Marche) i la Pala Brera (~1475-80, Pinacoteca Brera, Milà), obres que constitueixen, en la relació entre figura i ambient arquitectònic, el fonament històric del classicisme universal de la centúria subsegüent des de Bramante a Rafael, segons paraules de G.C. Argan.

## Obres rellevants
- El baptisme de Crist, 1450, National Gallery de Londres.
- La flagel·lació de Crist.
- Llegenda de la Creu. Església de sant Francesc, Arezzo.

## Crítica i interpretació

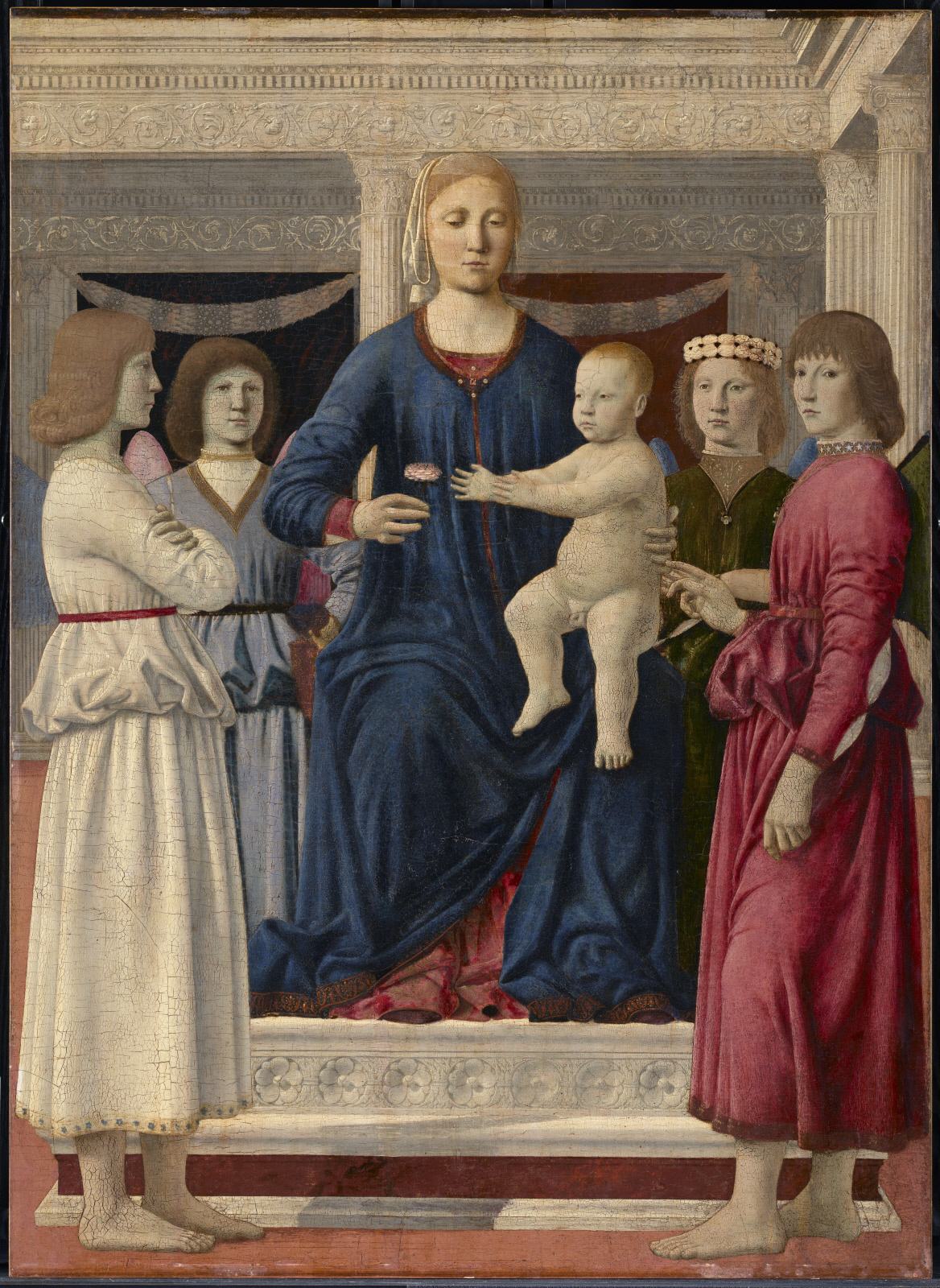
Verge i nen entronitzats amb quatre àngels per Piero della Francesca, Institut d'Art Clark

La Frick Collection de Nova York fins al 19 de maig de 2013, va recollir set de les vuit pintures de Piero que se sap que existeixen als Estats Units per a una exposició. De les set peces de l'exposició, el crític Jerry Saltz que va escriure a la revista de Nova York va destacar la Verge i el nen entronitzat amb quatre àngels de Piero per les seves qualitats exemplars.
Saltz afirma que "La Verge i el nen s'eleven dos graons. Es troben en un mateix món a part d'aquest món a part. La Mary no mira el seu fill sinó que mira la rosa a la qual va agafar la mà. Comences a recollir la revelació que està tenint. La flor representa l'amor, la devoció i la bellesa. També simbolitza la sang i la corona d'espines que portarà Crist. Aquest nen que patirà una mort horrible intenta acceptar el destí. La Maria no tira la flor enrere. Sentiu una agonia interior, notant la seva túnica blau profund oberta per revelar escarlata a sota, símbol de la passió exterior i del dolor que vindrà. A la línia vertical del centre mort de la pintura hi ha la palma dreta de Crist que serà clavada a la creu".
Saltz va acceptar aquesta pintura a l'oli com l'obra més excepcional de Piero exposada a l'exposició.

## Treballar en matemàtiques i geometria

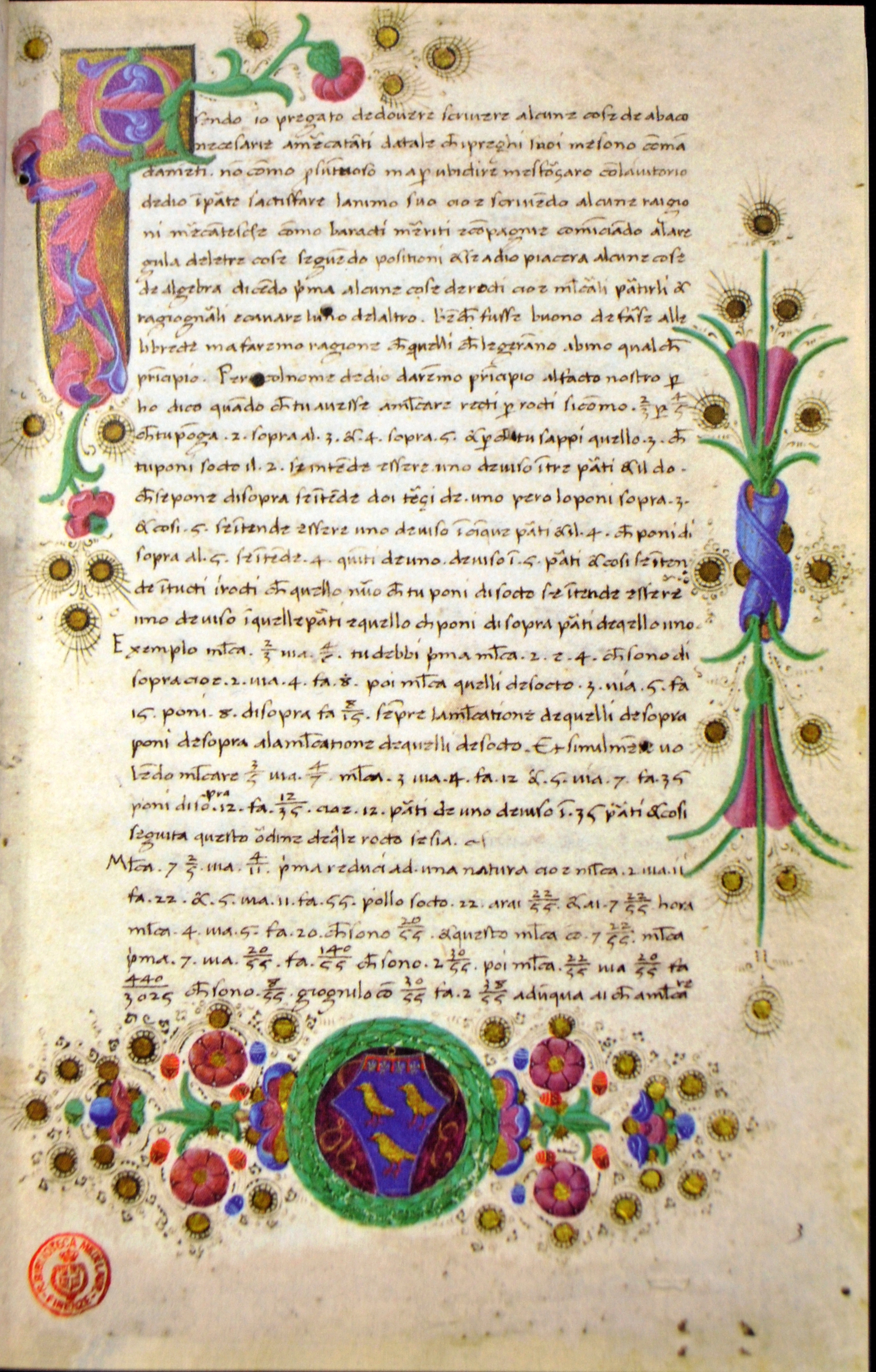
Primera pàgina del Trattato d'Abaco

El profund interès de Piero per l'estudi teòric de la perspectiva i la seva aproximació contemplativa a les seves pintures són evidents en tota la seva obra. En la seva joventut, Piero es va formar en matemàtiques, que molt probablement va ser per al mercantilisme. Tres tractats escrits per Piero han arribat fins als nostres dies:  Trattato d'Abaco (Abacus Treatise), De quinque corporibus regularibus ('Sobre els cinc sòlids regulars)  i De Prospectiva pingendi ('Sobre la perspectiva en pintura'). Els temes tractats en aquests escrits són aritmètica, àlgebra, geometria i treballs innovadors tant en geometria sòlida com en perspectiva. Bona part de l'obra de Piero va ser absorbida més tard per l'escriptura d'altres, en particular Luca Pacioli. El treball de Piero sobre geometria sòlida va ser traduït a De divina proportione de Pacioli, una obra il·lustrada per Leonardo da Vinci. Els biògrafs del seu mecenes Federico da Montefeltro d’Urbino registren que es va animar a perseguir l'interès per la perspectiva que compartia el duc.
A finals de la dècada de 1450, Piero va copiar i il·lustrar les següents obres d’Arquimedes: Sobre l'esfera i el cilindre, Mesura d'un cercle, Sobre conoides i esferoides, Sobre espirals, Sobre l'equilibri dels plans, La quadratura de la paràbola i El calculador de sorra. El manuscrit consta de 82 fulls en foli, es conserva a la col·lecció de la Biblioteca Riccardiana i és una còpia de la traducció del corpus d'Arquimede feta per l'humanista italià Iacopo da San Cassiano.

## Inspiracions
Bohuslav Martinů va escriure una obra de tres moviments per a orquestra titulada Els frescos de Piero della Francesca. Dedicat a Rafael Kubelík, va ser estrenat per Kubelik i la Filharmònica de Viena al Festival de Salzburg de 1956.
La perfecció geomètrica de Piero i l'atmosfera gairebé màgica de la llum a la seva pintura van inspirar pintors moderns com Giorgio de Chirico, Massimo Campigli, Felice Casorati i Balthus.

## Obres seleccionades

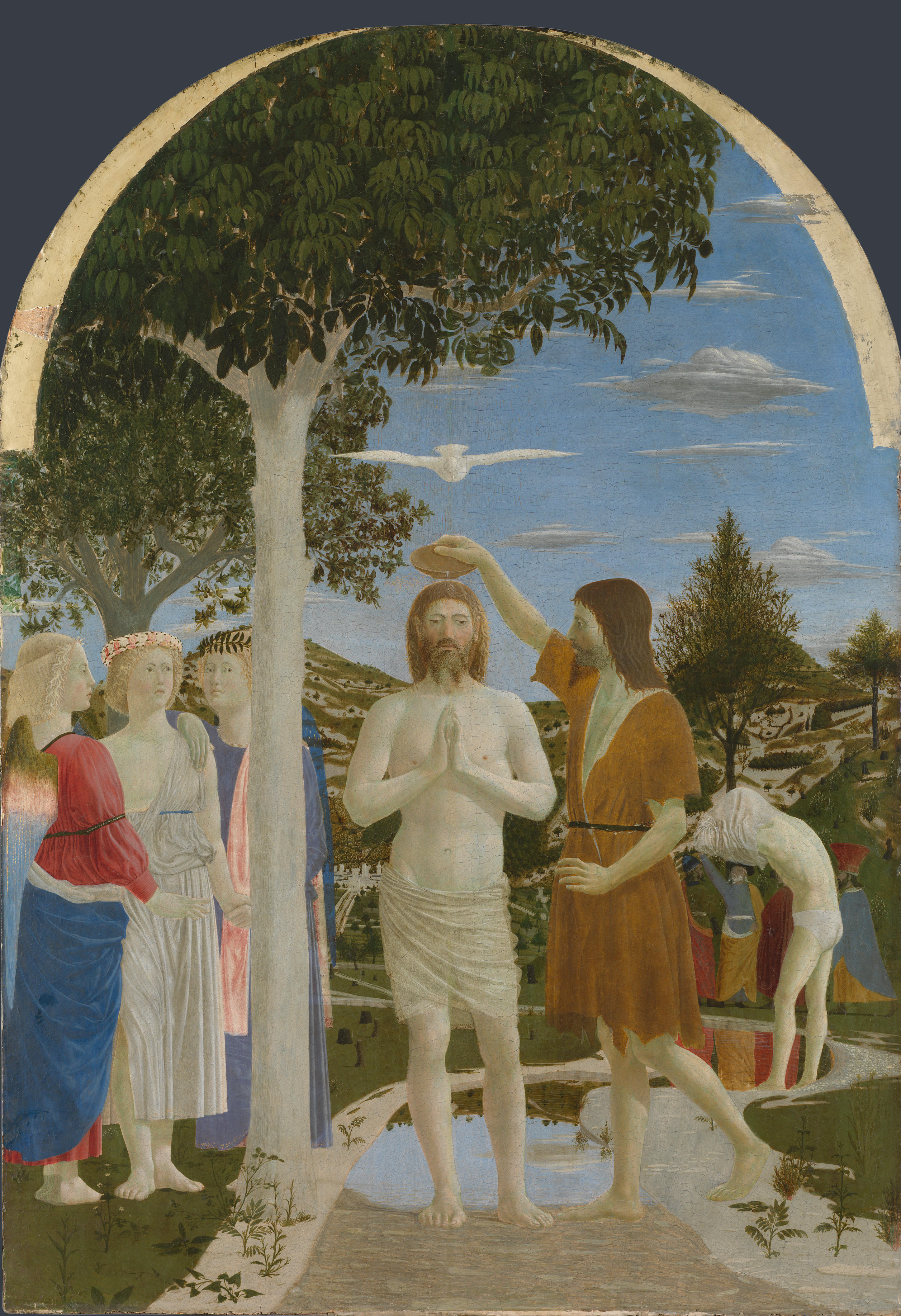
El baptisme de Crist, c. 1450, National Gallery, Londres

- Políptic de la Misericòrdia (1445–62) – Tremp i oli sobre taula, 273 x 330 cm, Museo Civico Sansepolcro
- El baptisme de Crist (c. 1448–50) – Tremp sobre taula, 168 × 116 cm, National Gallery, Londres
- Sant Jeroni fent Penitència (c. 1449–51) – Tremp sobre taula, 51 × 38 cm, Staatliche Museen, Berlín
- Sant Jeroni i un donant (Girolamo Amadi) (1451) – Tremp i oli sobre taula, 49 × 42 cm, Galeria de l'Acadèmia de Venècia
- Sigismondo Pandolfo Malatesta Pregant davant de Sant Segismundo (1451) – Fresc (transferit al llenç), 257 x 345 cm, Tempio Malatestiano, Rímini
- Retrat de Sigismondo Pandolfo Malatesta (c. 1451) – Tremp i oli sobre taula, 44,5 × 34,5 cm, Museu del Louvre, París
- La història de la veritable creu (c. 1455–66) – Cicle de frescos, Basílica de San Francesco, Arezzo
- La flagel·lació de Crist (c. 1460) – Tremp sobre taula, 58,4 x 81,5 cm, Galleria Nazionale delle Marche, Urbino
- Políptic de Sant Agustí (1460–70) - Tremp i oli sobre panells, dispersos en uns quants museus
- Resurrecció (c. 1463) – Fresco, 225 × 200 cm, Museo Civico Sansepolcro
- Hèrcules (c. 1465) – Fresc (aïllat), 151 × 126 cm, Museu Isabella Stewart Gardner, Boston
- Santa Maria Magdalena (c. 1466, 1458–70) – Fresc, 190 × 180 cm, Catedral, Arezzo
- Madonna del Parto (1459–67) – Fresc independent, 260 × 203 cm, Capella del cementiri, Monterchi
- La Nativitat (c. 1470) – Oli sobre taula, 124,5 × 123 cm, National Gallery, Londres
- Políptic de Sant Antoni (c. 1470) – Oli sobre taula, 338 × 230 cm, Galleria Nazionale dell'Umbria, Perusa
- Madonna de Brera, és a dir Retaule de Montefeltro, (1472–74) – Oli sobre taula, 248 × 170 cm, Pinacoteca de Brera, Milà
- Díptic del comte i comtessa d'Urbino, Federico da Montefeltro i Battista Sforza – Oli sobre taula, 47,4 × 33,6 cadascun cm, Galleria degli Uffizi, Florència.
- Madonna di Senigallia (c. 1474) – Oli sobre taula, 67 × 53,5 cm, Galleria Nazionale delle Marche, Urbino